# Work out fine
『work out fine』（ワークアウトファイン）は、日本の歌手・酒井法子が1998年7月1日にビクターエンタテインメントから発売した15枚目のオリジナル・アルバムである。

## 解説
2023年時点での最後のオリジナル・アルバム。
先行シングル「横顔」「涙色」を収録。
8組の外部作家による提供作品を収録。

## チャート成績
週間オリコンチャートにおいては最高39位を記録、登場週数は3週。

## 収録曲
| #         | タイトル                  | 作詞・作曲         | 編曲         | 時間  |
| --------- | ------------------------- | ------------------ | ------------ | ----- |
| 1.        | 「ALL WE NEED IS CHANGE」 | Hàl                | 土方隆行     | 5:01  |
| 2.        | 「おはようの風景」        | Le Couple          | 十川知司     | 4:43  |
| 3.        | 「9月の海」               | 具島直子           | 桐ヶ谷ボビー | 4:44  |
| 4.        | 「Sweet-Go-Round」        | 田中リエ・細木隆広 | 十川知司     | 4:32  |
| 5.        | 「この街で」              | 沢田知可子         | 十川知司     | 4:21  |
| 6.        | 「横顔」                  | 辛島美登里         | 十川知司     | 4:53  |
| 7.        | 「幸せに出会う方法」      | Le Couple          | 十川知司     | 5:02  |
| 8.        | 「Freedom」               | Hàl                | 土方隆行     | 4:34  |
| 9.        | 「ミルクティー」          | 具島直子           | 桐ヶ谷ボビー | 4:38  |
| 10.       | 「アンサンブル」          | 西脇唯             | 十川知司     | 4:07  |
| 11.       | 「涙色」                  | 河村隆一           | 土方隆行     | 4:28  |
| 合計時間: | 合計時間:                 | 合計時間:          | 合計時間:    | 51:03 |